# Soncourt-sur-Marne
 (avril 2022).
La mise en forme du texte ne suit pas les recommandations de Wikipédia : il faut le « wikifier ».
Les points d'amélioration suivants sont les cas les plus fréquents. Le détail des points à revoir est peut-être précisé sur la page de discussion.
- Les titres sont pré-formatés par le logiciel. Ils ne sont ni en capitales, ni en gras.
- Le texte ne doit pas être écrit en capitales (les noms de famille non plus), ni en gras, ni en italique, ni en « petit »…
- Le gras n'est utilisé que pour surligner le titre de l'article dans l'introduction, une seule fois.
- L'italique est rarement utilisé : mots en langue étrangère, titres d'œuvres, noms de bateaux, etc.
- Les citations ne sont pas en italique mais en corps de texte normal. Elles sont entourées par des guillemets français : « et ».
- Les listes à puces sont à éviter, des paragraphes rédigés étant largement préférés. Les tableaux sont à réserver à la présentation de données structurées (résultats, etc.).
- Les appels de note de bas de page (petits chiffres en exposant, introduits par l'outil «  Source ») sont à placer entre la fin de phrase et le point final[comme ça].
- Les liens internes (vers d'autres articles de Wikipédia) sont à choisir avec parcimonie. Créez des liens vers des articles approfondissant le sujet. Les termes génériques sans rapport avec le sujet sont à éviter, ainsi que les répétitions de liens vers un même terme.
- Les liens externes sont à placer uniquement dans une section « Liens externes », à la fin de l'article. Ces liens sont à choisir avec parcimonie suivant les règles définies. Si un lien sert de source à l'article, son insertion dans le texte est à faire par les notes de bas de page.
- La présentation des références doit suivre les conventions bibliographiques. Il est recommandé d'utiliser les modèles {{Ouvrage}}, {{Chapitre}}, {{Article}}, {{Lien web}} et/ou {{Bibliographie}}. Le mode d'édition visuel peut mettre en forme automatiquement les références.
- Insérer une infobox (cadre d'informations à droite) n'est pas obligatoire pour parachever la mise en page.

Pour une aide détaillée, merci de consulter Aide:Wikification.
Si vous pensez que ces points ont été résolus, vous pouvez retirer ce bandeau et améliorer la mise en forme d'un autre article.
Soncourt-sur-Marne est une commune française située dans le département de la Haute-Marne, en région Grand Est.

## Géographie

### Localisation
La commune est située sur la rive gauche de la Marne.
L'ouest et le nord de Soncourt sont occupés par des collines boisées. De l'ouest coule le ruisseau de l'Abbaye, formant un vallon entouré de champs et de coteaux, le ruisseau traverse le village d'ouest en est pour se jeter dans la Marne. L'extrémité du vallon est occupé par la ferme dite de l'Abbaye.
Le côté sud du village s'ouvre sur la vallée de la Marne, en direction du village de Vraincourt. À l'est s'étendent des prairies traversées par la Marne et le canal de la Marne à la Saône.
Quelques habitations isolées jalonnent le territoire communal : la ferme de l'Abbaye, la ferme du Champ de la Grange, le Charmont, la maison Calvès.

### Hydrographie
La commune est dans la région hydrographique « la Seine de sa source au confluent de l'Oise (exclu) » au sein du bassin Seine-Normandie. Elle est drainée par la Marne, le cours d'eau 01 des Vignes de la Corvée, le ruisseau de l'Abbaye et le ruisseau du Pre le Pretre,.
La Marne  prend sa source sur le plateau de Langres, dans la commune de Saints-Geosmes (Haute-Marne) et se jette dans la Seine entre Charenton-le-Pont et Alfortville (Val-de-Marne) dans le quartier de Conflans-l'Archevêque.

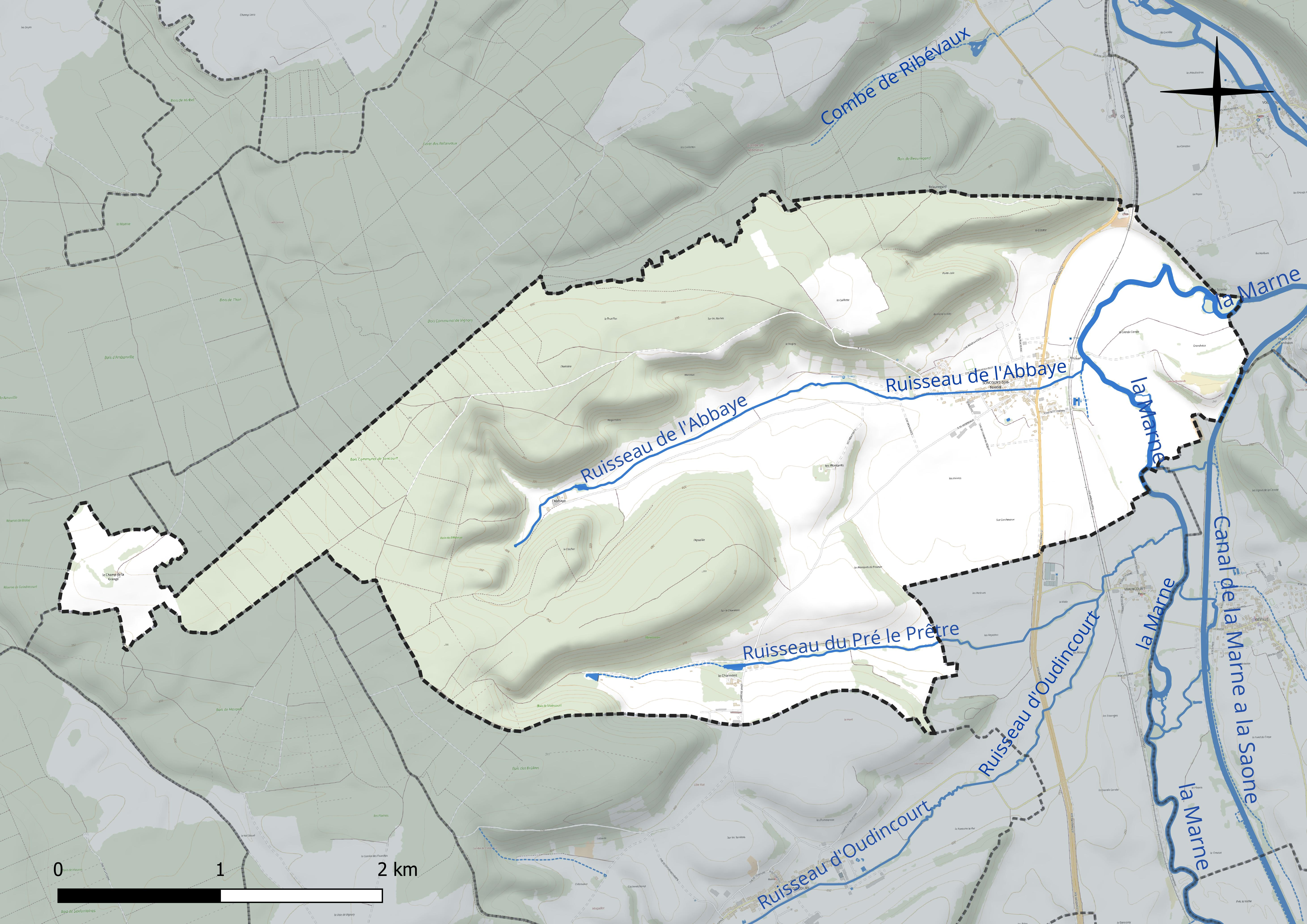
Réseau hydrographique de Soncourt-sur-Marne.

### Climat
Pour des articles plus généraux, voir Climat du Grand Est et Climat de la Haute-Marne.
En 2010, le climat de la commune est de type climat des marges montargnardes, selon une étude du Centre national de la recherche scientifique s'appuyant sur une série de données couvrant la période 1971-2000. En 2020, Météo-France publie une typologie des climats de la France métropolitaine dans laquelle la commune est exposée à un climat océanique altéré et est dans la région climatique Lorraine, plateau de Langres, Morvan, caractérisée par un hiver rude (1,5 °C), des vents modérés et des brouillards fréquents en automne et hiver.
Pour la période 1971-2000, la température annuelle moyenne est de 10,5 °C, avec une amplitude thermique annuelle de 16 °C. Le cumul annuel moyen de précipitations est de 967 mm, avec 12,8 jours de précipitations en janvier et 9,3 jours en juillet. Pour la période 1991-2020, la température moyenne annuelle observée sur la station météorologique de Météo-France la plus proche, « Blécourt », sur la commune de Blécourt à 14 km à vol d'oiseau, est de 10,8 °C et le cumul annuel moyen de précipitations est de 879,6 mm. 
La température maximale relevée sur cette station est de 40,2 °C, atteinte le 25 juillet 2019 ; la température minimale est de −18 °C, atteinte le 20 décembre 2009,,.
Les paramètres climatiques de la commune ont été estimés pour le milieu du siècle (2041-2070) selon différents scénarios d'émission de gaz à effet de serre à partir des nouvelles projections climatiques de référence DRIAS-2020. Ils sont consultables sur un site dédié publié par Météo-France en novembre 2022.

### Transport
- Un arrêt de bus SNCF Joinville - Chaumont avec aller/retour quotidien

## Urbanisme

### Typologie
Au 1er janvier 2024, Soncourt-sur-Marne est catégorisée commune rurale à habitat dispersé, selon la nouvelle grille communale de densité à sept niveaux définie par l'Insee en 2022.
Elle est située hors unité urbaine. Par ailleurs la commune fait partie de l'aire d'attraction de Chaumont, dont elle est une commune de la couronne,. Cette aire, qui regroupe 112 communes, est catégorisée dans les aires de 50 000 à moins de 200 000 habitants,.

### Occupation des sols
L'occupation des sols de la commune, telle qu'elle ressort de la base de données européenne d’occupation biophysique des sols Corine Land Cover (CLC), est marquée par l'importance des forêts et milieux semi-naturels (52,3 % en 2018), une proportion sensiblement équivalente à celle de 1990 (52,9 %). La répartition détaillée en 2018 est la suivante : 
forêts (52,3 %), terres arables (35,8 %), prairies (8,4 %), zones urbanisées (2,4 %), zones agricoles hétérogènes (1,1 %). L'évolution de l’occupation des sols de la commune et de ses infrastructures peut être observée sur les différentes représentations cartographiques du territoire : la carte de Cassini (XVIIIe siècle), la carte d'état-major (1820-1866) et les cartes ou photos aériennes de l'IGN pour la période actuelle (1950 à aujourd'hui).

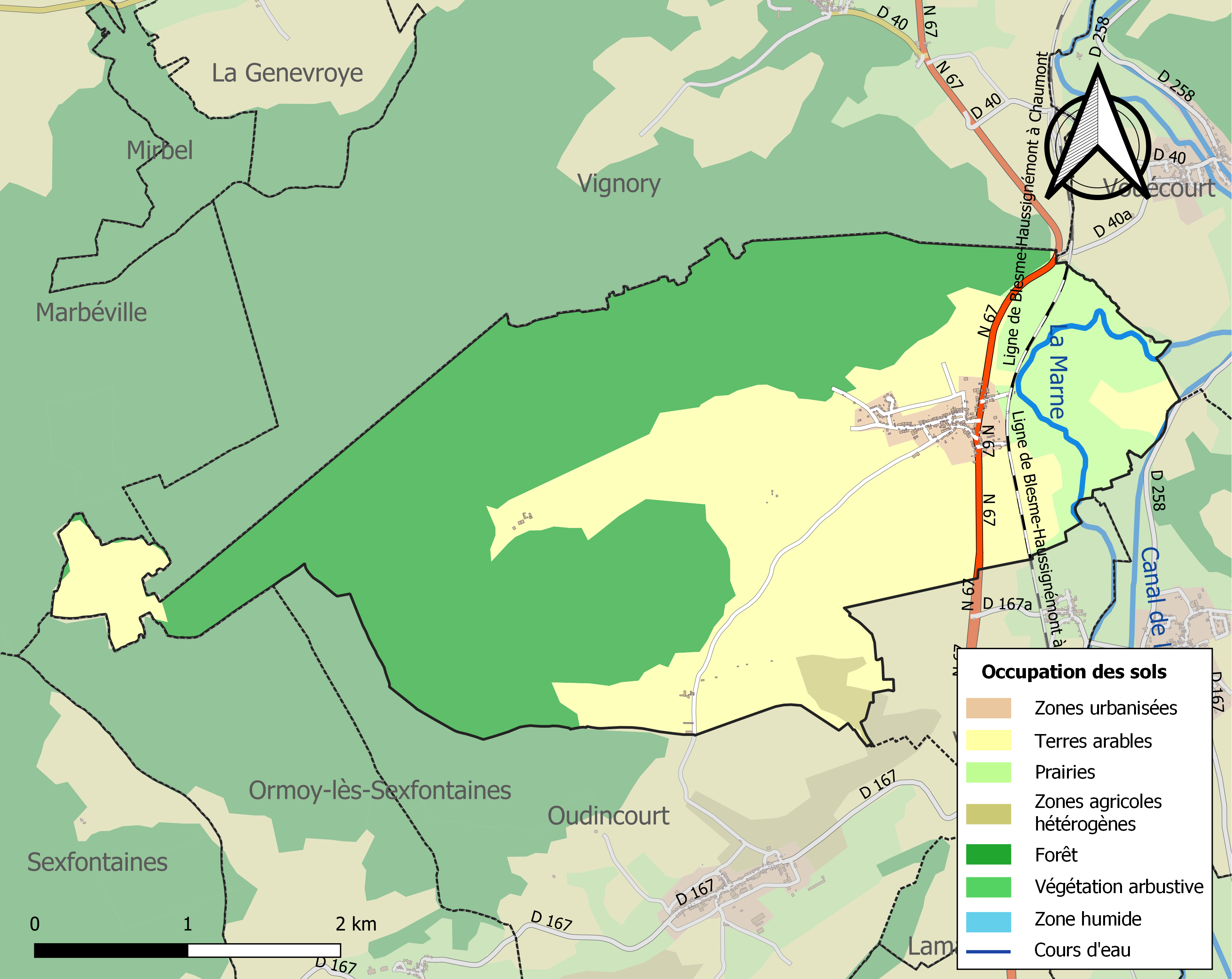
Carte des infrastructures et de l'occupation des sols de la commune en 2018 (CLC).

## Toponymie
Dès 1050, il est fait mention dans diverses archives de Secundi Curtis, de Suncort à l'époque de Philippe Auguste, de Suncurt puis Soncor à l'époque de saint Louis.

## Histoire
L'histoire de Soncourt est liée à celle du village de Vignory, situé à 3 km au nord. Le démembrement de l'empire de Charlemagne en 843 amène un seigneur à s'emparer du territoire de Vignory où il se fait bâtir un château fort. Jusqu'au XVIIIe siècle, Soncourt sera alors une dépendance de la seigneurie de Vignory.
Vers 1220, Gautier Ier, seigneur de Vignory de 1191 à 1229, offre aux religieux cisterciens de l'abbaye du Val des Choues le vallon dit de Dame Richier, sur le territoire de l'actuelle commune de Soncourt sur Marne. Ces religieux y fondent le prieuré de Lagenevroie, ou La Genevroye, du nom des nombreux genévriers qui couvrent les pentes des collines entourant le vallon.
L'église de Saint-Hilaire, bâtie à la limite nord du village semble être l'un des plus anciens lieux de culte chrétien de la région. Elle était utilisée par les villageois de Vignory, Soncourt et Vouécourt. Vignory est la première à s'en séparer au Xe siècle, puis ce sera Soncourt, qui consacre son église Saint-Martin en 1245.
En 1358, l'abbé Lorrain, du prieuré de Lagenevroie, rapporte dans sa chronique que le seigneur de Bulgnéville assiège puis prend le château de Vignory. À cette occasion, le village de Soncourt est pillé et incendié, ses habitants pourchassés et rançonnés, le prieuré et l'église furent également la proie des flammes.
À partir du XIVe siècle, la seigneurie de Vignory passe successivement à plusieurs maisons, au gré des alliances et des héritages, et elle est érigée en comté en 1559 sous les de Lenoncourt.
Après que l'Assemblée Nationale ait décidé la vente des biens ecclésiastiques, le prieuré de La Genevroye est vendu en 1790 et les religieux quittent le site. Soncourt-sur-Marne devint une commune à la suite de la loi du 14 décembre 1789.

## Politique et administration

### Administration municipale
Le nombre d'habitants au dernier recensement étant compris entre 100 et 499, le nombre de membres du conseil municipal est de 11.

### Rattachements administratifs et électoraux
Du point de vue administratif, la commune fait partie de l'arrondissement de Chaumont dans le département de la Haute-Marne en région Grand Est. Elle est membre de la communauté d'agglomération de Chaumont, du Bassin Nogentais et du Bassin de Bologne Vignory Froncles qui regroupe 63 communes.
Du point de vue électoral, la commune fait partie de la deuxième circonscription de la Haute-Marne depuis le redécoupage des circonscriptions législatives françaises de 2010 et, depuis la réforme territoriale de 2014 du canton de Bologne.

### Tendances politiques et résultats
En analysant les résultats électoraux de la commune, on peut constater une tendance au vote à droite des électeurs de la commune avec quasiment que des victoires systématiques des candidats Les Républicains aux élections majeures.

#### Élections présidentielles, résultats des deuxièmes tours
- Élection présidentielle de 2002 : 80,53 % pour Jacques Chirac (RPR), 19,47 % pour Jean-Marie Le Pen (FN), 83,45 % de participation.
- Élection présidentielle de 2007 : 58,33 % pour Nicolas Sarkozy (UMP), 41,67 % pour Ségolène Royal (PS), 89,04 % de participation.
- Élection présidentielle de 2012 : 55,66 % pour Nicolas Sarkozy (UMP), 44,34 % pour François Hollande (PS), 82,99 % de participation.
- Élection présidentielle de 2017 :  55,05 % pour Marine Le Pen (FN), 44,95 % pour Emmanuel Macron (LREM), 83,75 % de participation.
- Élection présidentielle de 2022 :  63,21 % pour Marine Le Pen (RN), 36,79 % pour Emmanuel Macron (LREM), 84,62 % de participation.

#### Élections législatives, résultats des deuxièmes tours
- Élections législatives de 1993 : 75,93 % pour  François Cornut-Gentille (RPR), 24,07 % pour Simone Martin (UDF), 70,77 % de participation.
- Élections législatives de 1997 : 49,30 % pour  François Cornut-Gentille (RPR), 38,03 % pour Jean-François Sauvaget (PS), 12,68 % pour Franck Amann (FN), 78,60 % de participation.
- Élections législatives de 2002 : 81,56 % pour  François Cornut-Gentille (UMP), 18,44 % pour Évelyne Advenier (FN), 57,39 % de participation.
- Élections législatives de 2007 (seulement le 1er tour) : 53,65 % pour François Cornut-Gentille (UMP), 16,15 % pour Roland Daverdon (DVG), 7,81 % pour Kheira Drissi (PS), 6,25 % pour Nicole Le Corre (FN), 65,78 % de participation.
- Élections législatives de 2012 : 59,32 % pour  François Cornut-Gentille (UMP), 40,68 % pour Denis Maillot (PS), 63,32 % de participation.
- Élections législatives de 2017 : 67,18 % pour François Cornut-Gentille (LR), 32,82 % pour Frédéric Fabre (FN), 52,16 % de participation.
- Élections législatives de 2022 : 51,54 % pour François Cornut-Gentille (LR), 48,46 % pour Laurence Robert-Dehault (RN), 48,60 % de participation.
- Élections législatives de 2024 (seulement le 1er tour): 53,93 % pour Laurence Robert-Dehault (RN), 34,55 % pour Nicolas Lacroix (LR), 9,42 % pour Ingrid Viot (NFP), 2,09 % pour Justin Paul (LO), 68,06 % de participation.

#### Élections régionales, résultats des deuxièmes tours
- Élections régionales de 2004 : 43,75 % pour Jean-Claude Étienne (UMP), 40,91 % pour Jean-Paul Bachy (PS), 15,34 % pour Bruno Subtil (FN), 64,24 % de participation.
- Élections régionales de 2010 : 38,46 % pour Jean-Paul Bachy (DVG), 37,87 % pour Jean-Luc Warsmann (UMP), 23,67 % pour Bruno Subtil (FN), 58,31 % de participation.
- Élections régionales de 2015 : 44,38 % pour Florian Philippot (FN), 37,87 % pour Philippe Richert (LR), 17,75 % pour Jean-Pierre Masseret (DVG), 65,47 % de participation.
- Élections régionales de 2021 :  62,50 % pour Jean Rottner (LR), 23,86 % pour Laurent Jacobelli (RN), 12,50 % pour Éliane Romani (PS/EELV/PCF), 1,14 % pour Brigitte Klinkert (LREM),  31,38 % de participation.

#### Élections européennes
- Élections européennes de 1994 : 21,66 % pour Dominique Baudis (RPR-UDF), 14,01 % pour Michel Rocard (PS), 14,01 % pour Jean-Marie Le Pen (FN), 11,46 % pour Bernard Tapie (MRG), 61,51 % de participation.
- Élections européennes de 1999 : 25,76 % pour Nicolas Sarkozy (RPR), 21,21 % pour François Hollande (PS), 9,09 % pour François Bayrou (UDF), 9,09 % pour Charles Pasqua (RPF), 49,15 % de participation.
- Élections européennes de 2004 : 31,20 % pour Pierre Moscovici (PS), 15,20 % pour Joseph Daul (UMP), 14,40 % pour Bruno Gollnisch (FN), 10,40 % pour Nathalie Griesbeck (UDF), 46,90 % de participation.
- Élections européennes de 2009 : 30,77 % pour Joseph Daul (UMP), 18,80 % pour Catherine Trautmann (PS), 13,68 % pour Bruno Gollnisch (FN), 8,55 % pour Sandrine Bélier (EELV), 41,78 % de participation.
- Élections européennes de 2014 : 39,69 % pour Florian Philippot (FN), 22,90 % pour Nadine Morano (UMP), 11,45 % pour Édouard Martin (PS), 4,58 % pour Sandrine Bélier (EELV), 49,65 % de participation.
- Élections européennes de 2019 :  38,16 % pour Jordan Bardella (RN), 17,11 % pour François-Xavier Bellamy (LR), 9,87 %  pour Raphaël Glucksmann (PS), 9,21 % pour Nathalie Loiseau (LREM-Modem), 62,18 % de participation.
- Élections européennes de 2024 :  57,23 % pour Jordan Bardella (RN), 13,84 % pour François-Xavier Bellamy (LR), 10,06 %  pour Raphaël Glucksmann (PS-PP), 8,81 % pour Valérie Hayer (RE-Modem), 57,79 % de participation.

#### Référendums
- Le référendum de 1992 où la question posée était « Approuvez-vous le projet de loi soumis au peuple français par le Président de la République autorisant la ratification du traité sur l'Union Européenne ? » : 56,60 % de NON, 43,40 % de OUI, 78,91 % de participation.
- Le référendum de 2000 où la question posée était « Approuvez-vous le projet de loi constitutionnelle fixant la durée du mandat du Président de la République à cinq ans ? » : 72,46 % de OUI, 27,54 % de NON, 31,49 % de participation.
- Le référendum de 2005 où la question posée était « Approuvez-vous le projet de loi qui autorise la ratification du traité établissant une Constitution pour l'Europe ? » : 63,13 % de NON, 36,87 % de OUI, 70,69 % de participation.

#### Élections départementales(cantonales), résultats des deuxièmes tours
- Élections cantonales de 1992 : 59,72 % pour Jean-François Meylan (RPR), 40,28 % pour Jean-Pierre Humbert (DVD), 81,46 % de participation.
- Élections cantonales de 1998 : 60,59 % pour Denis Maillot (PS), 39,41 % pour Jean-Pierre Humbert (DVD), 64,46 % de participation.
- Élections cantonales de 2004 (seulement le 1er tour) : 58,50 % pour Denis Maillot (PS), 20,10 % pour Michel Perrin (FN), 17,50 % pour Guillaume Minel (UMP), 4 % pour Jérôme Bourgoin (MoDem), 65,97 % de participation.
- Élections cantonales de 2011 (seulement le 1er tour) : 57,10 % pour Denis Maillot (PS), 21,70 % pour Roger Flechy (UMP), 21,10 % pour Michel Perrin (FN), 62,20 % de participation.
- Élections départementales de 2015 : 36,42 % pour Brigitte Fischer Patriat et Nicolas Lacroix (UMP), 36,42 % pour Aude Chatelain et Frédéric Fabre (FN), 27,17 % pour Denis Maillot et Catherine Michel (PS), 64,75 % de participation.
- Élections départementales de 2021 (seulement le 1er tour) :  80,92% pour Brigitte Fischer Patriat et Nicolas Lacroix (LR), 19,08% pour Nadège Grieux et Julien Volot (RN),  47,24% de participation.

### Liste des maires
| Période                                  | Période                   | Identité              | Étiquette | Qualité                                                               |
| ---------------------------------------- | ------------------------- | --------------------- | --------- | --------------------------------------------------------------------- |
| Les données manquantes sont à compléter. |                           |                       |           |                                                                       |
| mai 1912                                 | mai 1925                  | Abel Remy             | SE        |                                                                       |
| mai 1925                                 | 1940 (démission)          | Jules Roux            | SE        |                                                                       |
| 1940                                     | mai 1945                  | Émile Bigey (intérim) | SE        |                                                                       |
| mai 1945                                 | octobre 1947              | Jules Roux            | SE        |                                                                       |
| octobre 1947                             | 1958 (démission)          | Paul Marangé          | SE        |                                                                       |
| 1958                                     | mars 1959                 | Fabien Caussin        | SE        |                                                                       |
| mars 1959                                | mars 1965                 | Martial Adnot         | SE        |                                                                       |
| mars 1965                                | 1967 (démission)          | Henri Duchêne         | SE        |                                                                       |
| 1967                                     | mars 1977                 | Hubert Massard        | SE        |                                                                       |
| mars 1977                                | 1981 (démission)          | Daniel Privet         | SE        |                                                                       |
| 1981                                     | mars 1989                 | Georges Husset        | SE        |                                                                       |
| mars 1989                                | mars 2001                 | Jean-François Meylan  | SE        | Enseignant des Sciences de la vie et de la Terre                      |
| mars 2001                                | mars 2008                 | Michel Ménétrier      | SE        | Cadre commercial                                                      |
| mars 2008                                | juin 2010 (démission)     | Jean-François Meylan  | SE        | Retraité                                                              |
| septembre 2010                           | décembre 2011 (démission) | Jean-Éric Lahoreau    | SE        | Ancien directeur général adjoint des services de la ville de Chaumont |
| 10 février 2012                          | mars 2014                 | Ghislaine Perrin      | SE        | Retraitée                                                             |
| mars 2014                                | juillet 2020              | Jacky Rubini          | SE        | Retraité                                                              |
| juillet 2020                             | en cours                  | Didier Jolly          | SE        | Technicien en machines agricoles                                      |

### Finances locales
En 2020, la commune disposait d'un budget de 244 000 € dont 131 000 € de fonctionnement et 113 000 € d'investissement, financés à 66.41 % par les impôts locaux avec des taux d'imposition fixés à 17,34 % pour la taxe d'habitation, à 22,66 % pour la taxe foncière sur le bâti et à 35,97 % sur le non - bâti. Cette même année, la dette cumulée de la commune s'élevait à 257 000 €, soit 678 € par habitant.
Les années précédentes, la dette cumulée s'élevait à :
- 257 000 € en 2020, soit 678 € par habitant ;
- 251 000 € en 2019, soit 660 € par habitant ;
- 269 000 € en 2018, soit 688 € par habitant ;
- 293 000 € en 2017, soit 731 € par habitant ;
- 319 000 € en 2016, soit 780 € par habitant ;
- 552 000 € en 2015, soit 1 343 € par habitant ;
- 416 000 € en 2014, soit 1 007 € par habitant ;
- 49 000 € en 2013, soit 118 € par habitant ;
- 65 000 € en 2012, soit 155 € par habitant ;
- 80 000 € en 2011, soit 188 € par habitant ;
- 88 000 € en 2010, soit 210 € par habitant ;
- 102 000 € en 2009, soit 246 € par habitant ;
- 116 000 € en 2008, soit 336 € par habitant ;
- 122 000 € en 2007, soit 354 € par habitant ;
- 134 000 € en 2006, soit 390 € par habitant ;
- 146 000 € en 2005, soit 424 € par habitant ;
- 73 000 € en 2004, soit 213 € par habitant ;
- 78 000 € en 2003, soit 227 € par habitant ;
- 85 000 € en 2002, soit 245 € par habitant ;
- 40 000 € en 2001, soit 116 € par habitant ;
- 42 000 € en 2000, soit 123 € par habitant.

## Population et société

### Démographie

#### Évolution démographique
L'évolution du nombre d'habitants est connue à travers les recensements de la population effectués dans la commune depuis 1793. Pour les communes de moins de 10 000 habitants, une enquête de recensement portant sur toute la population est réalisée tous les cinq ans, les populations de référence des années intermédiaires étant quant à elles estimées par interpolation ou extrapolation. Pour la commune, le premier recensement exhaustif entrant dans le cadre du nouveau dispositif a été réalisé en 2006.

En 2022, la commune comptait 330 habitants, en évolution de −11,53 % par rapport à 2016 (Haute-Marne : −4,62 %, France hors Mayotte : +2,11 %).
| 1793 | 1800 | 1806 | 1821 | 1831 | 1836 | 1841 | 1846 | 1851 |
| ---- | ---- | ---- | ---- | ---- | ---- | ---- | ---- | ---- |
| 378  | 383  | 405  | 433  | 473  | 486  | 488  | 470  | 466  |

| 1856 | 1861 | 1866 | 1872 | 1876 | 1881 | 1886 | 1891 | 1896 |
| ---- | ---- | ---- | ---- | ---- | ---- | ---- | ---- | ---- |
| 419  | 420  | 409  | 418  | 405  | 404  | 413  | 369  | 383  |

| 1901 | 1906 | 1911 | 1921 | 1926 | 1931 | 1936 | 1946 | 1954 |
| ---- | ---- | ---- | ---- | ---- | ---- | ---- | ---- | ---- |
| 404  | 375  | 403  | 379  | 403  | 427  | 391  | 356  | 383  |

| 1962 | 1968 | 1975 | 1982 | 1990 | 1999 | 2006 | 2011 | 2016 |
| ---- | ---- | ---- | ---- | ---- | ---- | ---- | ---- | ---- |
| 373  | 366  | 331  | 336  | 331  | 339  | 407  | 408  | 373  |

| 2021 | 2022 | - | - | - | - | - | - | - |
| ---- | ---- | - | - | - | - | - | - | - |
| 341  | 330  | - | - | - | - | - | - | - |

### Manifestations culturelles et festivités
La « fête du village » a lieu chaque année au mois de mai, où les habitants sont invités à un apéritif-concert avec les Amis de la Musique de Bologne. L'association le "Club des Trois-Vingt" présidée par Édith Jolly organise tous les premiers dimanches d'août une brocante - vide-greniers.
Pour chaque 13 et 14 juillet, la commune propose une distribution de lampions, un feu d'artifice puis une soirée dansante à la salle des fêtes, et le lendemain matin se déroule la Lyre Joyeuse accompagnée d'un vin d'honneur et d'un repas, et enfin différentes animations sont proposées l'après-midi. La commune comprend aussi en son sein d'autres associations telles que l'association du « Solex Soncourtois », qui propose en fin d'année une soirée Beaujolais et qui est présidée par Mickaël Teinturier, celle présidée par Régis Perrin : « Eurosolex », la société de pêche le « Brochet Soncourtois », présidée par Mathieu Caussin, et qui organise chaque année la Fête de la pêche à la Fontaine de l'Érable, la société de chasse des bois la « Diane Soncourtoise » dirigée par Laurent Piot, et enfin la société de chasse en plaine la « Saint-Hubert » présidée par Tony François.

## Économie
Au dernier recensement de 2011, Soncourt-sur-Marne comptait 96,5 % de résidences principales et 1,0 % de résidences secondaires.
Le revenu fiscal net par foyer dans la commune était de 22 661 € en 2010.
Au 3e trimestre de 2013, le taux de chômage dans la zone d’emploi de Chaumont - Langres à laquelle appartient Soncourt-sur-Marne était de 8,6 %.

## Culture locale et patrimoine

### Lieux et monuments

#### Édifices religieux
- Église Saint-Martin
- Chapelle Sainte-Hilaire et son cimetière (en dehors du village)
- Ancienne abbaye (en dehors du village, quelques restes)

#### Édifices profanes
- Mairie. La cour de la mairie a été rénovée durant l'été 2013
- Monument aux morts
- École maternelle entièrement rénovée et agrandie en 2013 et 2014
- Micro-crèche depuis janvier 2013
- Nouvel hangar communal reconstruit en 2014
- Station de traitement des eaux usées par filtre avec plantation de roseaux opérationnelle (2014-2015).

#### Autres
- Le conseil municipal décida de viabiliser le lotissement communal Porte-Joie de septembre à novembre 2003. Depuis 2006, chaque parcelle est occupée, et on retrouve juste à côté le terrain de jeux (tables de ping-pong, parcours pour vélo cross, jeux pour enfants...).
- La commune est aussi dotée d'un hébergement touristique depuis 2006 : une Habitation Légère de Loisirs (H.L.L) "Les Iris", qui a reçu le label 3 clés au niveau de Clévacances.

### Personnalités liées à la commune
- Marie Calvès, artiste peintre française.
- Nicolas Gosse, peintre, mort à Soncourt en 1878.
- James Marangé, instituteur, et secrétaire général de la Fédération de l'Éducation Nationale (FEN) de 1966 à 1974.
- Maurice Regnaut, écrivain, poète et traducteur, né le 23 janvier 1928 à Soncourt et mort le 12 juin 2006 à Corbeil-Essonnes.